# Willy Vlautin
Œuvres principales
- Motel life
- Plein nord

Willy Vlautin, né en 1967 à Reno dans le Nevada, est un écrivain américain. Il est aussi auteur-compositeur et chanteur du groupe de country alternative Richmond Fontaine (en) entre 1994 et 2016. Il vit aujourd'hui à Scappoose dans l'Oregon. 

## Romans
- Motel life, Albin Michel, 2006 ((en) The Motel Life, 2006)
- Plein nord[1], Albin Michel, 2010 ((en) Northline, 2008)
- Cheyenne en automne, 13e note éditions, 2012 ((en) Lean on Pete, 2010)
- Ballade pour Leroy, Albin Michel, 2016 ((en) The Free, 2014)
- Devenir quelqu'un ((en) Don't Skip Out on Me, 2018)
- (en) The Night Always Comes, 2021